# Gesundheitszeugnis
Gesundheitszeugnis ist eine „Erklärung über die jetzige, frühere oder voraussichtliche künftige Gesundheit eines Menschen (nicht über die Todesursache).“

## Allgemeines
Der Begriff Gesundheitszeugnis wird oder wurde in verschiedenen medizinischen Zusammenhängen gebraucht. Es können darunter Arbeitspapiere, Arbeitsunfähigkeitsbescheinigungen, Arztbriefe, Atteste, Blutalkoholgutachten, Impfscheine, Krankenscheine, Therapie- und Laborbefunde oder medizinische Gutachten verstanden werden.
Nach dem im Januar 2001 außer Kraft getretenen Bundesseuchengesetz (BSeuchG) mussten alle Personen, die gewerbsmäßig Lebensmittel herstellen oder verkaufen, ein vom Gesundheitsamt (amtsärztlicher Dienst) ausgestelltes Gesundheitszeugnis besitzen (§ 18 BSeuchG). Es wurde durch die Teilnahme an einer Belehrung („Hygienebelehrung“) beim Gesundheitsamt aufgrund des seitdem geltenden Infektionsschutzgesetzes (§ 43 IfSG) ersetzt. Auch die Tätigkeit von Prostituierten (Personen mit häufig wechselndem Geschlechtsverkehr, Promiskuität) unterlag in Deutschland bis zum Dezember 2000 der amtsärztlichen Kontrolle: Der sogenannte „Bockschein“ konnte als Gesundheitszeugnis aufgefasst werden; auch er entfiel durch das IfSG.

## Zweck
Gesundheitszeugnisse dienen als Nachweis vor allem bei Versicherungen wie Berufsunfähigkeitsversicherungen, Krankenversicherungen oder Risikolebensversicherungen oder bei der Bewerbung bei Arbeitgebern. Versicherungen verlangen Gesundheitszeugnisse in ihren Allgemeinen Versicherungsbedingungen, um die zu versichernde Gefahr einer Erkrankung einschätzen zu können. Arbeitgeber verlangen insbesondere dann Gesundheitszeugnisse bei der Einstellung von Arbeitnehmern (Einstellungsuntersuchung), wenn beispielsweise gefahrgeneigte Arbeit vorliegt. Die herrschende Meinung erkennt das Recht des Arbeitgebers, vom Bewerber eine ärztliche Einstellungsuntersuchung zu verlangen, an. Mit Hilfe der Einstellungsuntersuchung kann die körperliche oder gesundheitliche Eignung des Bewerbers für den zu besetzenden Arbeitsplatz festgestellt werden. Gesundheitszeugnisse bestätigen nicht, dass eine Person gesund ist. Sie bescheinigen lediglich, dass zum Zeitpunkt der Überprüfung der überprüfende Arzt nichts feststellen konnte, was einer Bescheinigung im Wege stehe.

## Rechtsfragen
§ 25 Abs. 1 Muster-Berufsordnung Ärzte schreibt generell vor, dass bei der Ausstellung ärztlicher Gutachten und Zeugnisse die Ärzte mit der notwendigen Sorgfalt zu verfahren und nach bestem Wissen ihre ärztliche Überzeugung auszusprechen haben. 

### Arbeitnehmer
Soweit ein Gesundheitszeugnis nicht gesetzlich vorgeschrieben ist, kann der Arbeitgeber die Einstellung eines Arbeitnehmers nur von einer Untersuchung auf solche körperlichen und geistigen Fähigkeiten abhängig machen, die mit dem späteren Arbeitsinhalt zusammenhängen.
Das seit Januar 2001 geltende Infektionsschutzgesetz (IfSG) ersetzte das BSeuchG und spricht in § 42 Abs. 1 IfSG ein Beschäftigungsverbot für mit bestimmten Infektionen erkrankte Personen aus, die nicht tätig sein oder beschäftigt werden dürfen bei der Herstellung, Behandlung oder dem Inverkehrbringen von Lebensmitteln, wenn sie dabei mit diesen in Berührung kommen oder in Küchen von Gaststätten und sonstigen Einrichtungen mit oder zur Gemeinschaftsverpflegung tätig sein sollen. Deshalb verlangt § 43 Abs. 1 IfSG, dass Personen diese Tätigkeiten erstmals nur dann ausüben und mit diesen Tätigkeiten erstmals nur dann beschäftigt werden dürfen, wenn durch eine nicht mehr als drei Monate alte Bescheinigung des Gesundheitsamtes oder eines vom Gesundheitsamt beauftragten Arztes die Unbedenklichkeit nachgewiesen ist. 
Durch § 32 Abs. 1 JArbSchG wird verlangt, dass ein Jugendlicher bei Eintritt in das Berufsleben nur dann beschäftigt werden darf, wenn innerhalb der letzten 14 Monate eine Untersuchung durch einen Arzt stattgefunden hat und hierzu dem Arbeitgeber eine Bescheinigung vorgelegt wurde. Nachuntersuchungen sind in den §§ 33 ff. JArbSchG vorgesehen.

### Versicherungsnehmer
Bei Personenversicherungen steht das Gesundheitsrisiko der versicherten Person im Vordergrund, so dass der Versicherer die Eintrittswahrscheinlichkeit eines Versicherungsschadens bei der Gesundheitsprüfung abschätzen muss. Bereits 1868 entwickelte die Gothaer Lebensversicherungsbank ein spezielles Formular für die ärztliche Untersuchung (Gesundheitszeugnis). Der Versicherungsnehmer hat gemäß § 19 Abs. 1 VVG eine Anzeigepflicht bis zum Abschluss des Versicherungsvertrags für die ihm bekannten Gefahrumstände, die für den Entschluss des Versicherers, den Vertrag mit dem vereinbarten Inhalt zu schließen, erheblich sind und nach denen der Versicherer in Textform gefragt hat. Arglistiges Verschweigen von Krankheiten macht den Vertrag anfechtbar (§ 22 VVG). Das Gesundheitszeugnis gehört zu den Obliegenheiten des Versicherungsnehmers (§ 28 VVG). Nach § 56 Abs. 1 VVG kann der Versicherer bei Verletzung der Anzeigepflicht den Versicherungsvertrag kündigen und die Leistung verweigern. Die Erhebung personenbezogener Gesundheitsdaten durch den Versicherer ist gemäß § 213 Abs. 1 VVG zulässig und darf nur bei Ärzten, Krankenhäusern und sonstigen Krankenanstalten, Pflegeheimen und Pflegepersonen, anderen Personenversicherern und gesetzlichen Krankenkassen sowie Berufsgenossenschaften und Behörden erfolgen. Sie ist nur dann zulässig, wenn die Kenntnis der Daten für die Beurteilung des zu versichernden Risikos oder der Leistungspflicht erforderlich ist und die betroffene Person eine Einwilligung erteilt hat.

### Prostituierte
Prostituierte trifft seit Juli 2017 eine Anmeldepflicht nach § 3 ProstSchG beim zuständigen Ordnungsamt. Gemäß § 9 ProstSchG ist im Falle eines Beratungsbedarfs hinsichtlich der gesundheitlichen oder sozialen Situation auf entsprechende Beratungsstellen hinzuweisen und nach Möglichkeit ein Kontakt zu vermitteln. § 10 ProstSchG bietet eine gesundheitliche Beratung meist durch das Gesundheitsamt an.

### Rechtsprechung
Gesundheitszeugnisse sind nach der Rechtsprechung Bescheinigungen über den gegenwärtigen Gesundheitszustand eines Menschen, über frühere Krankheiten sowie ihre Spuren und Folgen oder über Gesundheitsaussichten, wobei auch Angaben tatsächlicher Natur, so etwa über erfolgte Behandlungen bzw. deren Ergebnis erfasst sind. Der Bundesgerichtshof (BGH) stellte klar, dass es Aufgabe des Arztes ist, ein Gesundheitszeugnis auszustellen. Die Erfüllung des dem Arzt vom Versicherer erteilten Auftrages beschränkt sich nach diesem Urteil auf die bloße Untersuchung des zukünftigen Versicherungsnehmers sowie die Mitteilung der dabei gewonnenen Befunde. Die Bescheinigung muss dem BGH zufolge keine Diagnose enthalten.

### Strafrecht
Im Strafrecht ist das Gesundheitszeugnis ein Tatobjekt. Eine Fälschung von Gesundheitszeugnissen liegt nach § 277 StGB vor, wenn jemand unter der ihm nicht zustehenden Bezeichnung als Arzt oder als eine andere approbierte Medizinperson oder unberechtigt unter dem Namen solcher Personen ein Zeugnis über seinen oder eines anderen Gesundheitszustand ausstellt oder ein derartiges echtes Zeugnis verfälscht und davon zur Täuschung von Behörden oder Versicherungen Gebrauch macht. Gemäß § 278 StGB ist auch das Ausstellen unrichtiger (also inhaltlich unzutreffender) Gesundheitszeugnisse durch „Ärzte und andere approbierte Medizinalpersonen“ strafbar. Durch § 278 StGB werden nur solche Institutionen geschützt, welche die Gesundheitszeugnisse zur Beurteilung des Gesundheitszustands benötigen wie etwa Krankenkassen, Lebensversicherungen oder Unfallversicherungen. Die Vorschrift soll die Beweiskraft ärztlicher Zeugnisse für Behörden und Versicherungen sichern. Ein Zeugnis, das ein Arzt ohne Untersuchung ausstellt, ist als Beweismittel ebenso wertlos wie ein Zeugnis, das nach Untersuchung den hierbei festgestellten Gesundheitszustand unrichtig darstellt. Nach § 279 StGB ist auch der Gebrauch solcher unrichtiger Gesundheitszeugnisse strafbar.
Seit einer Änderung des Strafgesetzbuchs zum 24. November 2021 stehen die Vorbereitung der Fälschung von amtlichen Ausweisen sowie die Vorbereitung der Herstellung von unrichtigen Impfausweisen, das unbefugte oder unrichtige  Ausstellen sowie der Gebrauch unrichtiger Gesundheitszeugnisse in § 275, § 277 bis § 279 StGB unter Strafe. Die Tatbestände beschränken sich nicht mehr auf die Täuschung von Behörden und Versicherungsgesellschaften. Zudem wurde bei den §§ 277 bis 279 StGB der Strafrahmen angehoben und besonders schwere Fälle eingefügt. Bei den §§ 278, 279 StGB wurde eine Versuchsstrafbarkeit eingeführt.

## Außenhandel
Im Außenhandel und in der Außenhandelsfinanzierung gehört das Gesundheitszeugnis (englisch certificate of health) zu den Warenbegleitpapieren, das beim Export auszustellen und bei der Einfuhrgenehmigung vom Importeur vorzulegen ist und die gesundheitliche Unbedenklichkeit durch eine amtliche Pflanzenschutzstelle oder den Amtstierarzt bestätigt. Es ist erforderlich für Pflanzen, Tiere und für pflanzliche und Tierprodukte und wird als Zolldokument beim Grenzübertritt kontrolliert. Es ist eine amtliche Bescheinigung darüber, dass das Frachtgut frei von Krankheiten ist.